# Superliga 1972/73
Die Saison 1972/73 war die erste Spielzeit der Superliga, der höchsten spanischen Eishockeyspielklasse. Erster Meister wurde Real Sociedad, Vizemeister wurde der CH Madrid. Toptorschütze wurde Javier Bartolomé, der Mannschaftskapitän von Meister Real Sociedad.  

## Teilnehmer
- FC Barcelona
- CH Jaca
- CH Madrid
- CG Puigcerdà
- Real Sociedad
- CH Valladolid